# Třída Arafura
Třída Arafura je třída oceánských hlídkových lodí stavěných pro australské královské námořnictvo v rámci modernizačního programu SEA 1180. Plavidla jsou vybavena pro spolupráci s plavidly australské pobřežní stráže. Původně byla plánována stavba dvanácti jednotek této třídy, ale v roce 2024 byl jejich počet zredukován na šest.

## Stavba

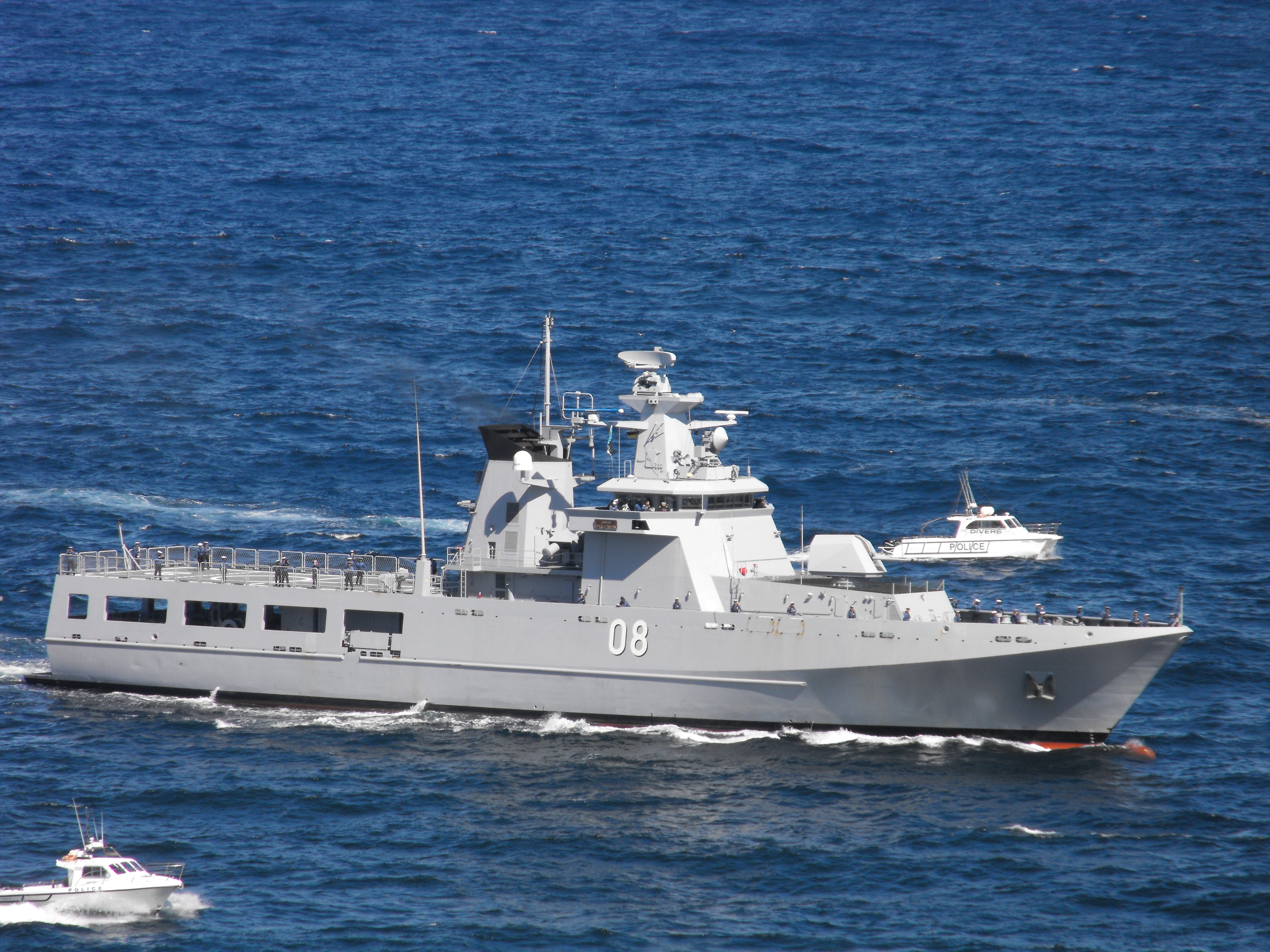
Hlídková loď třídy Darussalam

Cílem australského zbrojního programu SEA 1180 je náhrada australských hlídkových lodí třídy Armidale, minolovek třídy Huon a výzkumných lodí třídy Leeuwin. Soutěže na nová plavidla se účastnily loděnice Damen Group, Fassmer a Lürssen. V listopadu 2017 australská vláda rozhodla, že bude objednán projekt OPV80 německé loděnice Lürssen, který je zvětšenou verzí brunejské třídy Darussalam.
Kontrakt na stavbu 12 plavidel této třídy, v hodnotě 3 miliard dolarů, byl podepsán 31. července 2018 s loděnicí Lürssen. První dvě jednotky postaví loděnice Osborne Naval Shipyard v Adelaide v Jižní Austrálii. Stavba zbývajících 10 plavidel začne roku 2020 v loděnici Henderson Maritime Precinct v Západní Austrálii. Slavnostní první řezání oceli na prototypovou jednotku proběhlo v září 2018. Založení kýlu prototypu proběhlo 15. listopadu 2018.
V únoru 2024 místopředseda vlády a ministr obrany Richard Marles oznámil nový plán modernizace námořnictva. Kromě dvojnásobení počtu hladinových lodí hlavních kategorií je jeho součástí rovněž redukce počtu hlídkových lodí třídy Arafura na šest.
Dne 26. srpna 2024 prototypové plavidlo Arafura zahájilo zkoušky. Dle původních plánů přitom plavidlo mělo být už od roku 2022 ve službě. V lednu 2025 prototyp převzalo australské námořnictvo, aby pokračovalo ve zkouškách.
Jednotky třídy Arafura:
| Jméno             | Loděnice                    | Založení kýlu     | Spuštěna           | Vstup do služby | Status    |
| ----------------- | --------------------------- | ----------------- | ------------------ | --------------- | --------- |
| Arafura (OPV 203) | Osborne Naval Shipyard      | 10. května 2019   | 16. prosince 2021  | 28. června 2025 | aktivní   |
| Eyre (OPV 204)    | Osborne Naval Shipyard      | 9. dubna 2020     | 22. listopadu 2023 |                 | ve stavbě |
| Pilbara           | Henderson Maritime Precinct | 11. září 2020     |                    |                 | ve stavbě |
| Gippsland         | Henderson Maritime Precinct | 30. července 2021 |                    |                 | ve stavbě |
| Illawarra         | Henderson Maritime Precinct | 27. září 2022     |                    |                 | ve stavbě |
| Carpentaria       | Henderson Maritime Precinct | 5. prosince 2022  |                    |                 | ve stavbě |

## Konstrukce
Plavidla budou mít modulární konstrukci. Na jejich palubě budou dva prostory pro specializované modulové vybavení (minolovné, výzkumné apod.). Na palubě budou kajuty pro celkem 60 osob, z toho cca 40 členů posádky. Plavidla budou vybaveny vyhledávacím radarem Terma Scanter 6002. Plánovaná výzbroj se skládala z jednoho 40mm kanónu Bofors ve zbraňové stanici OTO Marlin 40 a dvou 12,7mm kulometů. Protože však tato stanice není součástí vybavení integrovaného výrobcem do této typové řady, byla Arafura provizorně vyzbrojena 25mm kanónem M242 Bushmaster ve zbraňové stanici Rafael Typhoon, pocházející z vyřazené hlídkové lodě třídy Armidale. Ponesou dva 8,5metrové inspekční čluny RHIB na bocích a třetí 10,5metrový na zádi. Na zádi bude přistávací plocha pro vrtulník. Pohonný systém tvoří dva diesely. Nejvyšší rychlost přesáhne 20 uzlů. Plánovaný dosah je 4000 námořních mil.